# Charles Watson
Pour les articles homonymes, voir Charles Watson (homonymie) et Watson.

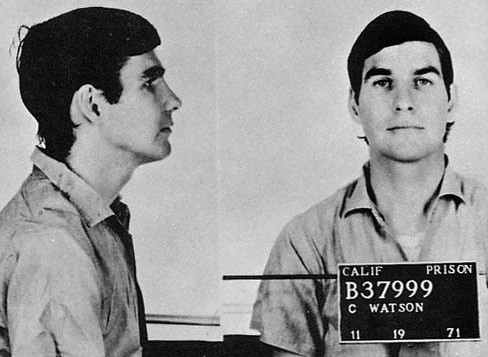
Charles Watson

Charles Denton « Tex » Watson, né le 2 décembre 1945 à Farmersville  au Texas, est un meurtrier américain, incarcéré pour sa participation, ainsi que Charles Manson et d'autres membres de la « famille Manson », dans une série de meurtres, parmi lesquels figurent ceux de Sharon Tate et de Leno et Rosemary LaBianca.
Au moment des meurtres chez Sharon Tate, il répond à Wojciech Frykowski, une des victimes qui lui demande qui il est et ce qu'il veut : « Je suis le Diable, et je suis ici pour faire le travail du Diable. » (« I'm the Devil, and I'm here to do the Devil's business. »). Son implication dans les meurtres est reconnue et il est condamné à mort, sentence qui est plus tard commuée en prison à perpétuité.
Depuis la prison, Watson a réussi à se marier et, grâce à des visites conjugales, à avoir quatre enfants, bien que l'union se soit ensuite soldée par un divorce.
Plus tard, il devient ministre d'un ordre religieux évangélique qu'il a lui-même créé depuis le pénitencier et ouvre une page internet, dans laquelle il explique, entre autres, que l'univers de Manson, qu'il a rencontré lors d'une soirée à Los Angeles chez un des membres des Beach Boys, offrait une vision utopique des choses, « mais en réalité, il avait une vision très destructrice du monde ».

## Dans la culture populaire
John Waters, qui lui rend visite en prison, lui a dédicacé le film Female Trouble et lui adresse un clin d'œil dans Pink Flamingos par l'intermédiaire d'un graffiti disant « Free Tex Watson » (« Libérez Tex Watson »).
Billy Eichner l'interprète dans la saison 7 d'American Horror Story. 
En 2018, Chace Crawford l'interprète dans le long métrage Charlie Says de Mary Harron. 
Austin Butler l'interprète dans Once Upon a Time… in Hollywood de Quentin Tarantino, sorti en 2019. 
Christopher Backus l'interprète dans la saison 2 de Mindhunter (2019).